# NGC 6580
NGC 6580 é uma galáxia elíptica (E?) localizada na direcção da constelação de Hercules. Possui uma declinação de +21° 25' 33" e uma ascensão recta de 18 horas, 12 minutos e 33,7 segundos.
A galáxia NGC 6580 foi descoberta em 7 de Agosto de 1864 por Albert Marth.